# Pseudoyersinia paui
Pseudoyersinia paui är en bönsyrseart som beskrevs av Bolivar 1898. Pseudoyersinia paui ingår i släktet Pseudoyersinia och familjen Mantidae. Inga underarter finns listade i Catalogue of Life.